# Pétros Roúbos

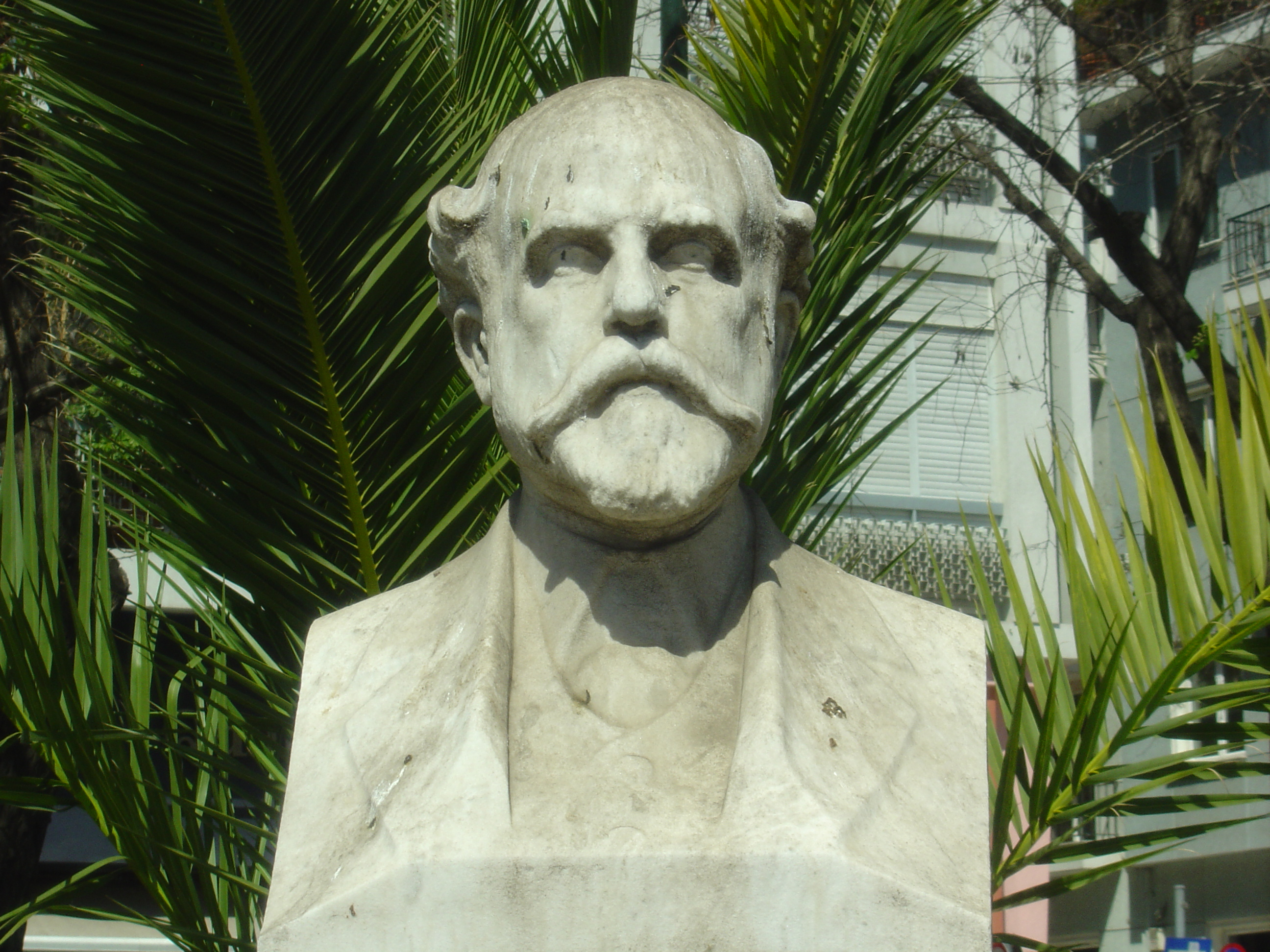
Buste du poète Loréntzos Mavílis. Œuvre du sculpteur Pétros Roúbos, Athènes, Place Mavílis

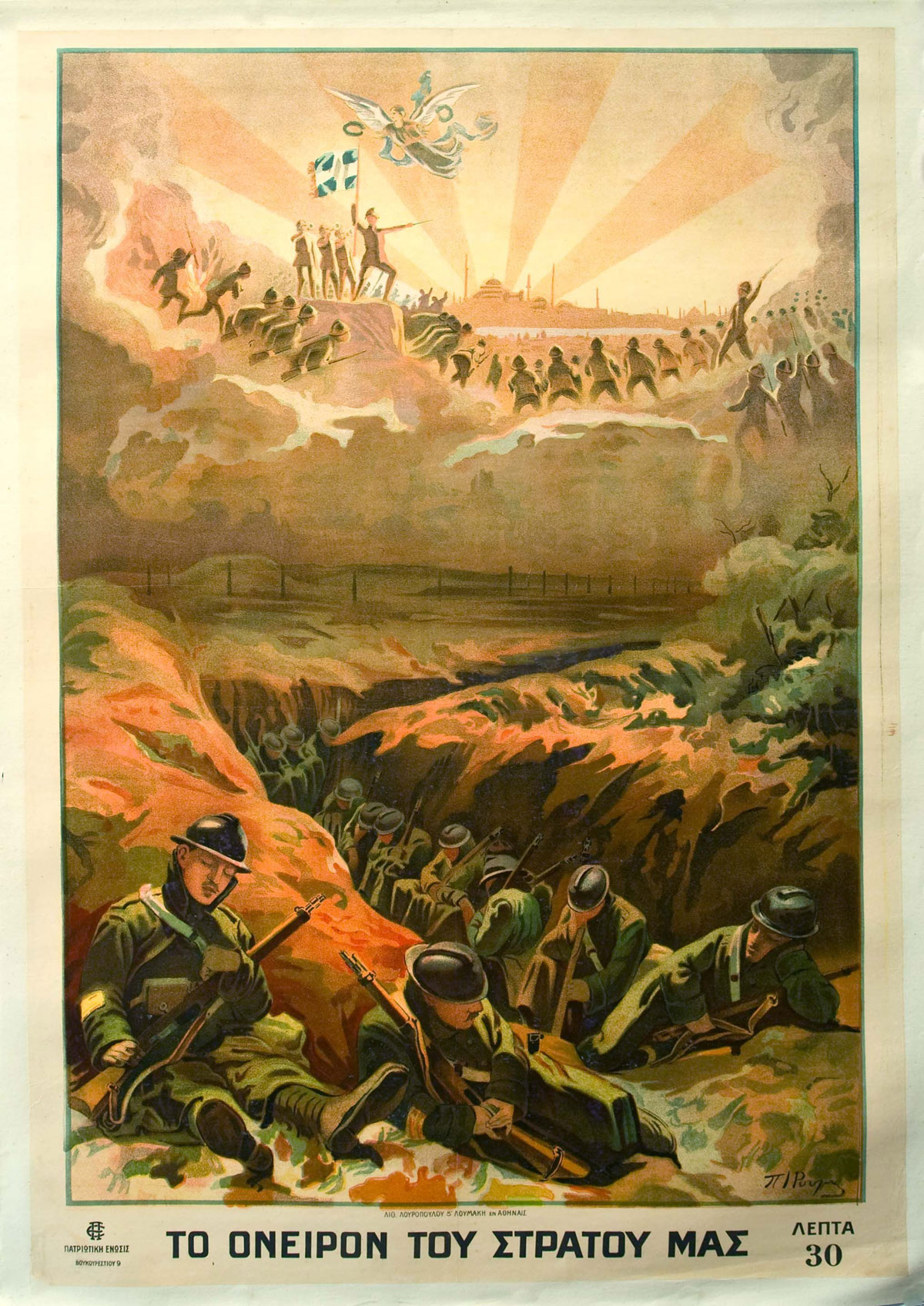
Le rêve de l'armée grecque, 1917

Pétros Roúbos (en grec moderne : Πέτρος Ρούμπος ; 1873 – 1942) était un sculpteur, peintre et illustrateur grec. Né à Georgítsi (en) en 1873, Il a étudié la peinture et la sculpture à l'Ecole des Beaux-Arts d'Athènes auprès de Nikifóros Lýtras et Geórgios Vroútos (en). 
Roúbos peint essentiellement des portraits et des bustes, tels que ceux de l'architecte Aristotélis Záchos, du dramaturge et romancier Polývios Dimitrakópoulos (el), de Rigas et d'Athanássios Diákos.
Un buste en marbre du poète Loréntzos Mavílis se trouve sur la place du même nom à Athènes. L'artiste restitue dans un style réaliste la physionomie et la personnalité du poète, Mavílis ayant posé lui-même dans l'atelier de Roúbos en 1912, à l'âge de 53 ans. Le buste de Mavílis y a été placé par la Municipalité d'Athènes en 1938. Il existe en trois autres exemplaires à Corfou, Ioannina, et dans les bureaux de la Société des écrivains grecs (el). 
Le travail de Pétros Roúbos comprend également des monuments funéraires comme celui de la famille de Georges Athinoyénous (1910), représenté avec des ailes et dans une position assise dans le Premier cimetière d'Athènes. Il a également réalisé le mémorial des Prêtres doyens à Tripoli, avec des reliefs représentant les actes des Arcadiens dans la Révolution grecque de 1821. Il a aussi créé les monuments commémoratifs de Magoúla et de Chios. 
Pétros Roúbos est mort à Athènes en février 1942.

## Sources
Encyclopédie Πάπυρος-Λαρούς-Μπριτάνικα, article «Ρούμπος, Πέτρος», tome 52, page 297, Éditions  Πάπυρος, Athènes, 1996.